# Plaine de Pannonie
Pour les articles homonymes, voir Pannonie et La Pannonie.
La plaine de Pannonie est une plaine d'Europe centrale. C'est la partie centrale du bassin du moyen-Danube, fleuve qui la traverse du nord au sud. En Hongrie, ce bassin est appelé tantôt « bassin pannonien » du nom de la Pannonie antique, qui ne comprenait que la partie sud-ouest du bassin du moyen-Danube sur la rive droite du fleuve, tantôt « bassin carpatique », du nom des Carpates qui l'entourent au nord et à l'est. Ces dénominations proviennent du vocabulaire des historiens hongrois qui désignent le territoire de la Hongrie historique (történelmi Magyarország) et ce qui s'y rapporte, par les adjectifs « pannonien » et « carpathique » pour en évoquer l'étendue. Comme l'ancien royaume de Hongrie était centré sur la plaine et l'englobait, elle est aussi appelée « grande plaine hongroise ».

## Caractéristiques

Carte détaillée de la plaine de Pannonie.

La plaine, centrée sur l'actuelle Hongrie mais débordant sur les pays voisins, est bordée par les contreforts des Carpates occidentales, du massif de Bohême, des Alpes et des Alpes dinariques. Elle recueille les eaux de ces massifs qui rejoignent le cours moyen du Danube, en son centre. L'exutoire du bassin est la gorge des Portes de Fer, où le Danube passe entre les Carpates et les contreforts du grand Balkan.
La plaine s'est formée au centre du grand bassin sédimentaire du centre et du sud-est de l'Europe, qui résulte de l'assèchement de la mer de Pannonie du Pliocène et du lac Pannonien à l'Holocène.

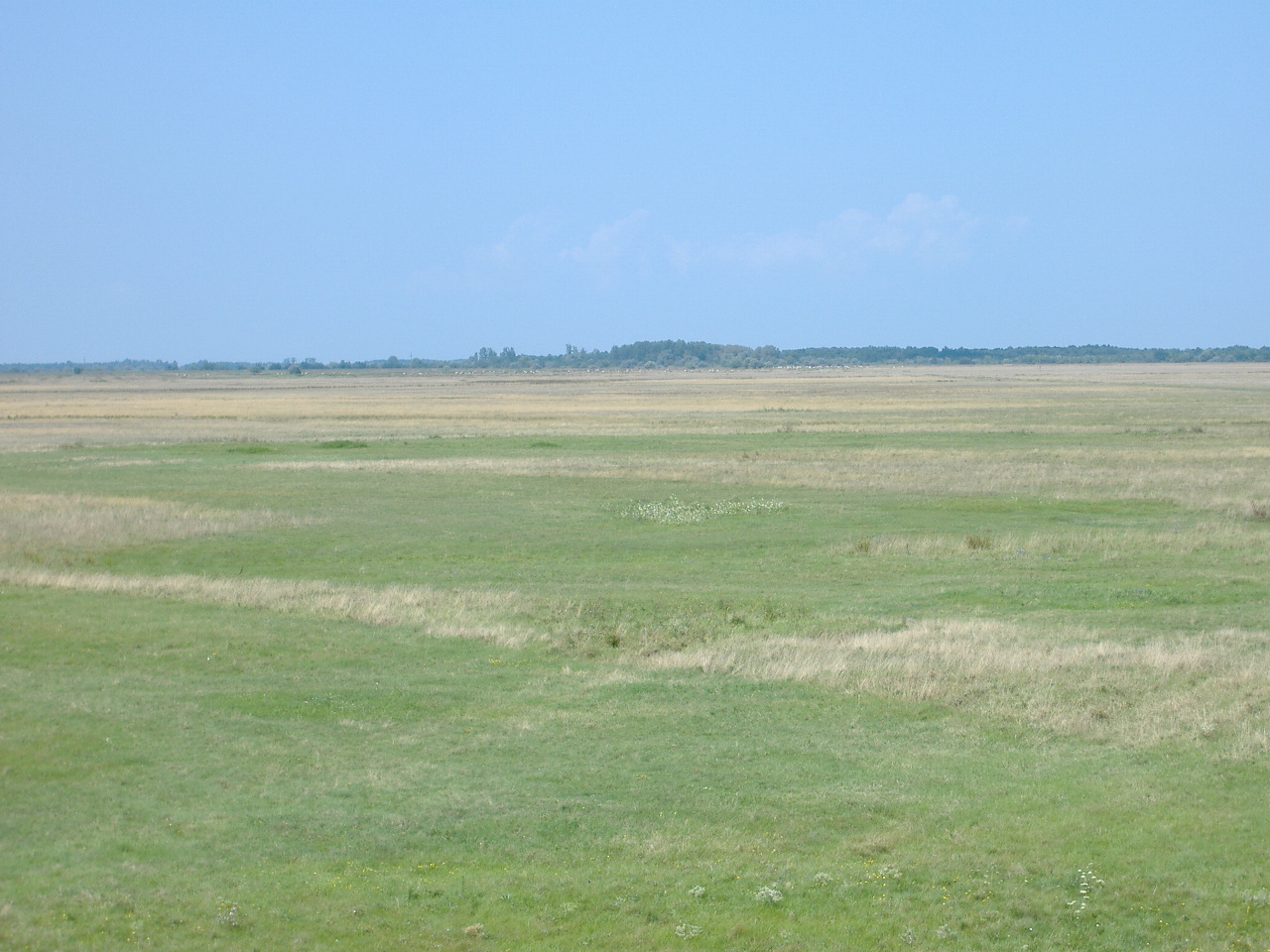
Paysage de puszta (parc national de Hortobágy en Hongrie).

Le climat est de type continental modéré avec une légère influence sub-méditerranéenne au sud, avec des été chauds et orageux et des hivers assez froids. Bien que les précipitations ne soient pas très abondantes, il pleut quand même suffisamment pour que la plaine soit une zone agricole importante, notamment pour la céréaliculture. Les sols de lœss et localement de tchernoziom y sont par ailleurs d'une grande fertilité. Écologiquement elle appartient au biome des forêts tempérées décidues et mixtes d'Europe tempérée selon la classification du WWF, et plus précisément les forêts mixtes pannoniques, mais les forêts y sont relativement sèches et précaires, cette plaine est donc fréquemment considérée comme faisant partie, au moins partiellement, du biome de la steppe eurasienne (similaire à la prairie d'Amérique du Nord) ou de la steppe boisée, qui y ont couvert historiquement de grandes surfaces, et où les peuples cavaliers (Agathyrses, Avars, Iazyges, Magyars, Iasses, Pétchénègues, Coumans), mais aussi des Slaves et des Valaques pastoraux, ont longtemps vécu principalement d'élevage extensif. Une grande partie de cette steppe jadis faiblement peuplée forme la région appelée Puszta, du terme slave Pustynia ou Пустыня : « désert ».

## Pays

Les limites de la plaine de Pannonie (III) sont indiquées en rouge. Elle est ceinturée par les Carpates occidentales extérieures (I), les Carpates orientales extérieures (II) et le plateau transylvain/les Carpates intérieures (IV). Les frontières politiques des pays de la région sont indiquées en pointillés.

Aujourd'hui la plaine est divisée entre neuf pays d'Europe : l'Autriche, la Slovénie, la Croatie, la République tchèque, la Hongrie, la Roumanie, la Slovaquie, la Serbie, et l'Ukraine.
Bien qu'elle n'occupe qu'une modeste portion de l'Europe, cinq capitales européennes sont situées dans la plaine de Pannonie : Vienne (Autriche), Bratislava (Slovaquie), Budapest (Hongrie), Zagreb (Croatie) et Belgrade (Serbie). Quatre de ces capitales sont situées sur le cours du Danube et une (Zagreb) sur la Save, affluent du Danube ; Belgrade est située sur la confluence de la Save et du Danube.
Les pays péri-pannoniens, les dépressions « satellites » situées autour de cette plaine, en contrebas et dans les piémonts des montagnes environnantes, sont aussi disséminés en Slovénie (ou se trouve la capitale Ljubljana), et en Bosnie-Herzégovine.

## Divisions
La plaine de Pannonie est divisée en deux parties le long des monts médians transdanubiens (en hongrois : Dunántúli-középhegység), qui sont quelquefois considérés comme en faisant partie. La partie nord-ouest est appelée plaine (ou province) de Pannonie occidentale, et la partie sud-est plaine (ou province) de Pannonie orientale. Elles divisent la plaine en :
- plaine (ou province) de Pannonie occidentale :
  - bassin de Vienne,
  - petit Alföld,
- plaine (ou province) de Pannonie orientale :
  - grand Alföld,
  - monts de l'île pannonienne (en serbe : Panonske ostrvske planine),
  - collines transdanubiennes (en hongrois : Dunántúli-dombság).

Note : le plateau transylvain et la dépression de Lučenec-Košice (parties des Carpates) et quelques bas-pays sont quelquefois aussi inclus dans la plaine de Pannonie dans les subdivisions non-géomorphologiques des géographes austro-hongrois.

## Régions
Les grandes zones de la plaine qui ne correspondent pas forcément à des frontières d'États comprennent :
- Baranya, Baranja (Hongrie, Croatie) ;
- Bačka, Bácska (Serbie, Hongrie) ;
- Banat (Roumanie, Serbie, Hongrie) ;
- Burgenland (bassin de Neusiedl), Autriche
- Crișana (Roumanie) ;
- petit Alföld (en hongrois : Kisalföld), Hongrie/Slovaquie ;
- Mačva (Serbie) ;
- Moravie (en partie) (République tchèque) ;
- Moslavine (Croatie) ;
- Podravine (Croatie, Hongrie, autour de la Drave ;
- Podunavlje (Serbie, Croatie, autour du Danube) ;
- Pokuplje (Croatie, autour de la Kupa ;
- Pomurie (Slovénie, autour de la Mur) ;
- Posavina (Croatie, Bosnie-Herzégovine, Serbie-Monténégro, autour de la Save) ;
- Potisje (Serbie, autour de la Tisza) ;
- Ruthénie subcarpathique du Sud (le long de la Tisza, après Khust.) ;
- Šajkaška (Serbie) ;
- Semberija (Bosnie-Herzégovine) ;
- Slavonie (Croatie) ;
- Srem, Srijem (Serbie, Croatie) ;
- Voïvodine (Serbie).

— Plus de détails à l'intérieur de la Hongrie, voir : Comtés de Hongrie, Régions de Hongrie.
— Plus de détails à l'intérieur de la Serbie, voir : Régions de Serbie.
— Plus de détails à l'intérieur de la Slovaquie, voir : Régions historiques de Slovaquie, Régions de Slovaquie.

## Mers et lacs de Pannonie
La plaine de Pannonie est le fond, partiellement recouvert de lœss holocène, de l'ancien lac Pannonien, dernier avatar hydrographique et paléogéographique de la mer de Pannonie issue de la « mer Paratéthys » ou encore « mer Sarmatique » qui s'étendait au Miocène depuis les Alpes en Europe jusqu'à la mer d'Aral en Asie centrale, et qui est elle-même un reste de l'« océan Téthysien » antérieur. La mer de Pannonie a atteint son étendue maximale au Pliocène, période durant laquelle trois ou quatre cents mètres de sédiments se sont déposés.